# Mägo de Oz
A Mägo de Oz spanyol folk/celtic/szimfonikus/power metal együttes. 1988-ban alakultak meg Madridban. Nevük az Óz, a csodák csodája című könyv/film spanyol címe, egy metal umlauttal. Txus di Fellatio dobos alapította. 1992-re kialakult a felállás: Txus - dob, vokál, Mohamed - hegedű, Charlie - gitár, Chema - ritmusgitár, Salva - basszusgitár, Juanma - ének. Eredetileg "Transilvania" volt a nevük. A név Erdélyt jelent, de egyben egy Iron Maiden-szám címe is, a tagok innen vették az elnevezést, ugyanis a Maiden nagy hatással volt rájuk. Első nagylemezüket 1994-ben adták ki. A korai albumaikat a heavy metal/hard rock hangzás jellemezte, míg a későbbi lemezeiket a folk/celtic/power metal hangzás, illetve a hard rock hangzás "uralja". Legelső, saját magukról elnevezett nagylemezükön még blues rockot játszottak. 

## Tagok
- Txus di Fellatio - dob (1988-)
- Mohamed - hegedű (1992-)
- Jorge Salán - gitár (2004-2008, 2023-)
- Victor de Andrés - gitár (2020-)
- Diego Palacio - ír hangszerek (2024-)
- Francesco Antonelli - billentyű, szintetizátor (2023-)
- Fernando Mainer - basszusgitár (2012-)
- Rafa Blas - ének (2023-)

## Korábbi tagok
- Salva - basszusgitár (1989-2002)
- Charlie - gitár (1997-2012)
- Juanma Rodríguez - ének (1989-1995)
- Chema - ritmusgitár (1990-1996)
- Tony del Corral - szaxofon (1994)
- Auri - ének (1995-1996)
- Sergio Martínez - basszusgitár (2003-2004)
- Luis Miguel Navalón - basszusgitár (2004)
- Fernando Ponce de León - duda, ajaksípos hangszerek, síp (1999-2010)
- José Andréa - ének (1996-2011)
- Peri - basszusgitár (2004-2012)
- Kiskilla - harmonika, billentyűk (1999-2012)
- Carlitos - gitár (1992-2020)
- Frank - ritmusgitár (1996-2020)
- Javi Diez - billentyű, szintetizátor (2012-2022)
- Manuel Ramil - billentyű, szintetizátor (2022 - 2023)
- Javier Domínguez "Zeta" - ének (2012-2023)
- Patricia Tapia - ének, vokál (2007-2023)
- Josema - ír hangszerek (2010-2024)

## Diszkográfia
- Mago de Oz (1994)
- Jesús de Chamberí (1996)
- La Leyenda de la Mancha (1998)
- Finisterra (2000)
- Gaia (2003)
- Belfast (2004)
- Gaia II: La Voz Dormida (2005)
- Rarezas (2006)
- La Ciudad de los Árboles (2007)
- Gaia III: Atlantia (2010)
- Gaia: Epilogo (2010)
- Love And Oz (2011)
- Hechizos, pócímas y brujería (2012)
- Celtic Land (2013)
- Illusia (2014)
- Finisterra Opera Rock (2015)
- Diabulus In Opera (2017)
- Ira Dei (2019)
- Bandera Negra (2021)
- Love And Oz II (2022)